# Károly Varga
Károly Varga (n. 28 septembrie 1955, Budapesta, Republica Populară Ungară) este un trăgător de tir ce a reprezentat Ungaria, medaliat olimpic. A participat la o ediție a Jocurilor Olimpice (1980) în care a câștigat o medalie de aur.

## Participări
Lista de mai jos prezintă principalele competiții la care a participat Károly Varga de-a lungul carierei.
- shooting at the 1980 Summer Olympics – mixed 50 metre rifle prone[*]